# Jerry Bruckheimer

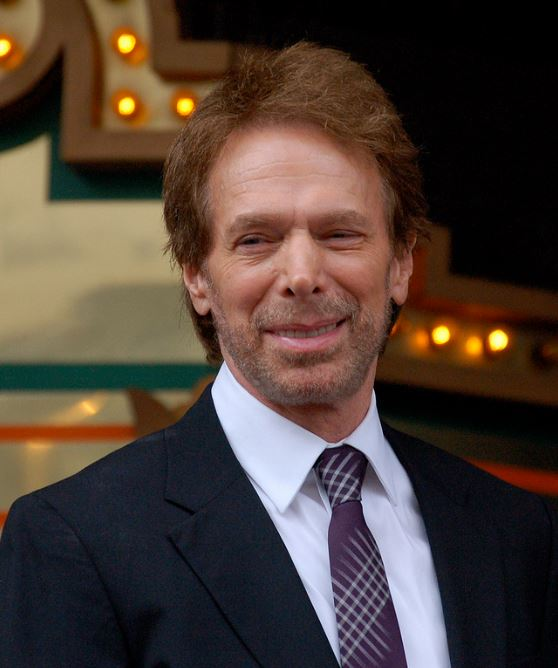
Jerry Bruckheimer (2013)

Jerome Leon „Jerry“ Bruckheimer (* 21. September 1943 in Detroit, Michigan) ist ein US-amerikanischer Filmproduzent.
Gemeinsam mit Don Simpson produzierte er Filme wie Flashdance, Beverly Hills Cop, Top Gun, Bad Boys und The Rock. Seit der Trennung von Simpson 1995 produziert er mit seinem eigenen Unternehmen Jerry Bruckheimer Films Filme wie Con Air, Armageddon – Das jüngste Gericht, Pearl Harbor,  Black Hawk Down, die Filmreihe Pirates of the Caribbean, Bad Boys for Life und Top Gun: Maverick. Die von Bruckheimer produzierten Filme haben insgesamt über 13 Milliarden US-Dollar eingespielt.

## Leben und Werk
Bruckheimer wuchs in armen Verhältnissen in einem kleinen Haus in Detroit als Sohn jüdischer Eltern auf, die in den 1930er Jahren aus Deutschland in die USA emigriert waren. Bereits sehr früh entdeckte er seine Liebe zum Kino. Nachdem er die University of Arizona besucht hatte, begann Bruckheimer 60-Sekunden-Filme zu produzieren. Sein erstes Werk war eine Parodie von Bonnie und Clyde. In den nächsten Jahren arbeitete er in unter anderem in New York an weiteren kleinen Projekten.
1983 begann er seine langjährige Partnerschaft mit Don Simpson, den er bereits 1973 auf einem Branchen-Event kennengelernt hatte. Beide produzierten für Paramount Pictures den Tanzfilm Flashdance, der sich trotz negativer Kritiken zu einem Hit entwickelte und bei einem Produktionsbudget von 7 Mio. US-Dollar weltweit 201 Mio. US-Dollar Box Office einspielte. Noch während der Produktion an Flashdance gaben beide die Gründung des Produktionsunternehmens Don Simpson/Jerry Bruckheimer Films bekannt. Während Simpson als eher schriller und streitbarer Verkäufer und Mann der „großen Ideen“ galt, war Bruckheimer der diplomatische und umsichtige Planer, der Simpsons Ideen in die Realität umsetzte. In den nächsten Jahren produzierten Bruckheimer und Simpson für Paramount Pictures Kinohits wie Beverly Hills Cop (1984), Top Gun (1986) und Beverly Hills Cop II (1987). In den Jahren 1985 und 1988 wurden Bruckheimer und Simpson von der National Association of Theatre Owners als Produzenten des Jahres ausgezeichnet.
Im Januar 1990 unterzeichneten Bruckheimer und Simpson einen Fünfjahresvertrag mit Paramount über ein Produktionsbudget von 300 Mio. US-Dollar für fünf Filme. Aber bereits während der Dreharbeiten zu Tony Scotts Motorsportfilm Tage des Donners kam es zum Streit zwischen Paramount und Simpson/Bruckheimer, hauptsächlich wegen der Verzögerungen der Dreharbeiten und des massiv überzogenen Filmproduktionsbudgets. Trotz eher negativer Kritiken spielte der Film weltweit 158 Mio. US-Dollar ein und war damit bei einem Budget von 60 Mio. US-Dollar durchaus ein finanzieller Erfolg, wenn auch nicht auf vergleichbarem Niveau wie frühere Simpson/Bruckheimer-Produktionen. Bruckheimer und Simpson lehnten eine von Paramount geforderte Teilrückzahlung ihres Produzentenvorschusses für den Film ab. Danach endete ihre Produktionsarbeit für Paramount.
Bruckheimer und Simpson gaben im Januar 1991 einen nicht-exklusiven Produktions-Vertrag mit Disney bekannt. Ihr erster Film für das Studio, die Kriminalkomödie No Panic – Gute Geiseln sind selten, kam erst 1994 ins Kino und spielte weltweit lediglich 11 Mio. US-Dollar ein. Im Jahr darauf jedoch gelangen den beiden Produzenten mit den Filmen Crimson Tide – In tiefster Gefahr, Bad Boys – Harte Jungs und Dangerous Minds – Wilde Gedanken jedoch gleich drei Box-Office-Erfolge. Zuletzt arbeiteten Bruckheimer und Simpson zusammen am Actionfilm The Rock – Fels der Entscheidung.
Ende des Jahres 1995 zerbrach wegen Simpsons zunehmender Probleme mit seiner Drogensucht die langjährige Produktions-Partnerschaft mit Jerry Bruckheimer. Die Trennung der beiden Produzenten wurde offiziell am 20. Dezember 1995 bekannt gegeben. Don Simpson starb nur wenige Wochen darauf am 19. Januar 1996 an den Folgen seines Drogenkonsums. 1997 verlängerte Disney Bruckheimers Produktionsvertrag um weitere fünf Jahre.
In den kommenden Jahren produzierte Bruckheimer Filme wie Armageddon, Pearl Harbor, die Pirates-of-the-Caribbean-Reihe, Bad Boys for Life und Top Gun: Maverick. Die von ihm produzierten Filme haben insgesamt bereits über 13 Milliarden US-Dollar eingespielt. Außerdem ist er an der Produktion der CSI-Serien beteiligt.
Ab dem Jahr 2007 versuchte er sich mit der Firma Jerry Bruckheimer Games Inc. an der Entwicklung von Computerspielen, was er jedoch fünf Jahre später ohne eine Spieleveröffentlichung wieder beendete.
Für seine Filmproduktionen kooperierte Bruckheimer wiederholt mit dem US-Militär. Er gehört der Republikanischen Partei an und unterstützte 2000 und 2004 die Kandidaturen von George W. Bush und 2008 die von John McCain bei den Präsidentschaftswahlen.

## Filmografie (Auswahl)

### Filme
- 1975: Fahr zur Hölle, Liebling (Farewell, My Lovely)
- 1977: Marschier oder stirb (March or Die)
- 1980: Ein Mann für gewisse Stunden (American Gigolo)
- 1980: Die Schläger von Brooklyn (Defiance)
- 1981: Der Einzelgänger (Thief)
- 1982: Küß’ mich, Doc! (Young Doctors in Love)
- 1983: Flashdance
- 1984: Nachts werden Träume wahr (Thief of Hearts)
- 1984: Beverly Hills Cop – Ich lös’ den Fall auf jeden Fall (Beverly Hills Cop)
- 1986: Top Gun – Sie fürchten weder Tod noch Teufel (Top Gun)
- 1987: Beverly Hills Cop II
- 1990: Tage des Donners (Days of Thunder)
- 1995: Bad Boys – Harte Jungs (Bad Boys)
- 1995: Crimson Tide – In tiefster Gefahr (Crimson Tide)
- 1995: Dangerous Minds – Wilde Gedanken (Dangerous Minds)
- 1996: The Rock – Fels der Entscheidung (The Rock)
- 1997: Con Air
- 1998: Armageddon – Das jüngste Gericht (Armageddon)
- 1998: Der Staatsfeind Nr. 1 (Enemy of the State)
- 2000: Nur noch 60 Sekunden (Gone in Sixty Seconds)
- 2000: Coyote Ugly
- 2000: Gegen jede Regel (Remember the Titans)
- 2001: Pearl Harbor
- 2001: Black Hawk Down
- 2002: Bad Company – Die Welt ist in guten Händen (Bad Company)
- 2003: Kangaroo Jack
- 2003: Fluch der Karibik (Pirates of the Caribbean: The Curse of the Black Pearl)
- 2003: Die Journalistin (Veronica Guerin)
- 2003: Bad Boys II
- 2004: King Arthur
- 2004: Das Vermächtnis der Tempelritter (National Treasure)
- 2006: Spiel auf Sieg (Glory Road)
- 2006: Pirates of the Caribbean – Fluch der Karibik 2 (Pirates of the Caribbean: Dead Man’s Chest)
- 2006: Déjà Vu – Wettlauf gegen die Zeit (Déjà Vu)
- 2007: Pirates of the Caribbean – Am Ende der Welt (Pirates of the Caribbean: At World’s End)
- 2007: Das Vermächtnis des geheimen Buches (National Treasure: Book of Secrets)
- 2009: Shopaholic – Die Schnäppchenjägerin (Confessions of a Shopaholic)
- 2009: G-Force – Agenten mit Biss (G-Force)
- 2010: Prince of Persia: Der Sand der Zeit (Prince of Persia: The Sands of Time)
- 2010: Duell der Magier (The Sorcerer’s Apprentice)
- 2011: Pirates of the Caribbean – Fremde Gezeiten (Pirates of the Caribbean: On Stranger Tides)
- 2013: Lone Ranger (The Lone Ranger)
- 2014: Erlöse uns von dem Bösen (Deliver Us from Evil)
- 2017: Pirates of the Caribbean: Salazars Rache (Pirates of the Caribbean: Dead Men Tell No Tales)
- 2018: Operation: 12 Strong (12 Strong)
- 2019: Gemini Man
- 2020: Bad Boys for Life
- 2022: Top Gun: Maverick
- 2022: Secret Headquarters – Das geheime Hauptquartier (Secret Headquarters)
- 2024: The Ministry of Ungentlemanly Warfare
- 2024: Bad Boys: Ride or Die
- 2024: Die junge Frau und das Meer (Young Woman and the Sea)
- 2024: Beverly Hills Cop: Axel F
- 2025: F1

### Serien
- 2000–2015: CSI: Vegas
- seit 2001: The Amazing Race
- 2002–2012: CSI: Miami
- 2002–2009: Without a Trace – Spurlos verschwunden (Without a Trace)
- 2003–2010: Cold Case – Kein Opfer ist je vergessen (Cold Case)
- 2004–2013: CSI: NY
- 2005–2007: Close to Home
- 2005–2006: E-Ring – Military Minds (E-Ring)
- 2006–2007: Justice – Nicht schuldig (Justice)
- 2008–2009: Eleventh Hour – Einsatz in letzter Sekunde (Eleventh Hour)
- 2009–2010: Dark Blue
- 2009–2010: The Forgotten – Die Wahrheit stirbt nie (The Forgotten)
- 2010: Miami Medical
- 2010–2011: The Whole Truth
- 2010–2011: Chase
- 2013–2014: Hostages
- 2015–2016: CSI: Cyber
- 2016–2021: Lucifer
- 2017: Training Day
- 2022–2023: Fire Country